# Oppach
Oppach är en kommun och ort i Landkreis Görlitz i förbundslandet Sachsen i Tyskland. Kommunen har cirka 2 300 invånare.
Kommunen ingår i förvaltningsområdet Oppach-Beiersdorf tillsammans med kommunen Beiersdorf.